# Калатау
Калатау — поселок в Сабинском районе Татарстана. Входит в состав Юлбатского сельского поселения.

## География
Находится в северо-западной части Татарстана на расстоянии приблизительно 8 километрах на юго-восток по прямой от районного центра поселка Богатые Сабы у речки Казкаш.

## История
Основан в 1930-х годах.

## Население
Постоянных жителей было: в 1938—125, в 1949—120, в 1970—149, в 1979 — 99, в 1989 — 87, 78 в 2002 году (татары 100 %), 69 в 2010.